# Stasis (trò chơi điện tử)
Stasis là một game phiêu lưu trỏ và nhấn kinh dị khoa học viễn tưởng năm 2015 được hãng The Brotherhood phát triển. Đặt dưới góc nhìn isometric, trò chơi yêu cầu tương tác với máy tính, kết hợp các vật phẩm và giải đố. Trò chơi được phát hành vào ngày 31 tháng 8 năm 2015 cho Microsoft Windows và Mac OS X, với Linux và các thiết bị di động được lên kế hoạch phát hành trong tương lai.
Game xoay quanh nhân vật chính John Maracheck tỉnh dậy khỏi Stasis trên một con tàu vũ trụ bị bỏ rơi. Maracheck phải làm sáng tỏ những bí ẩn trên tàu vũ trụ "Groomlake" để tìm vợ và con gái mất tích của mình, trước khi tàu vũ trụ lao sâu hơn vào đám mây mêtan của Sao Hải Vương.
Trò chơi được đem ra so sánh với bộ phim kinh dị khoa học viễn tưởng, Event Horizon, và tựa game phiêu lưu kinh dị tâm lý Sanitarium.

## Lối chơi
Trò chơi áp dụng hệ thống trỏ và nhấp cổ điển để cho phép tương tác với môi trường và sử dụng dữ liệu PDA để giúp làm sáng tỏ các khía cạnh của câu chuyện.

## Âm nhạc
Nhạc nền của trò chơi được sáng tác bởi Mark Morgan, với sự bổ sung của Daniel Sadowski.

## Phát triển
Trò chơi được tài trợ một phần thông qua hoạt động gọi vốn cộng đồng Kickstarter, quyên góp được 132,523 đô la vào tháng 12 năm 2013. Vào thời điểm đó, tựa game đã được phát triển trong ba năm bởi The Brotherhood, một nhóm ba người có trụ sở tại Nam Phi. Điều này cho phép bản demo alpha của trò chơi được phát hành cùng với hoạt động này.
Tarryn Van Der Byl của IGN đã phỏng vấn người sáng tạo Stasis Chris Bischoff vào ngày 16 tháng 10 năm 2014, người đã liệt kê những ảnh hưởng của trò chơi từ các bộ phim Alien và Event Horizon đến những khía cạnh trong lối chơi từ Dead Space. Một bản Beta đã được tung ra vào ngày 8 tháng 8 năm 2015 cho những người ủng hộ. Trò chơi đã được phát hành chính thức vào tháng 8 năm 2015.
Cayne, một phần tiền truyện của Stasis, đã được phát hành miễn phí vào tháng 1 năm 2017.

## Đón nhận
Stasis đã nhận được những đánh giá tích cực, với số điểm 79/100 trên Metacritic. Rock Paper Shotgun rất tích cực đối với trò chơi trong bài đánh giá của họ, nói rằng "Mặc dù có một số sự rung lắc đặc trưng và một dặm cuối cùng có phần chiếu lệ, STASIS là game phiêu lưu hay nhất tôi từng chơi trong nhiều năm. Đây cũng là một trong những game kinh dị gây ấn tượng nhất mà tôi từng chơi gần đây." Destructoid đã thưởng cho game 8,5/10 điểm, nói rằng "STASIS là một game không thể bỏ qua bởi bất kỳ ai khao khát trải nghiệm kỳ lạ và mang điềm xấu." IGN Africa đã thưởng cho game 9/10 điểm, nói rằng "Trò chơi đầu tay của The Brotherhood là rực rỡ vì nó vô cùng đáng lo ngại."